# Đức Cách

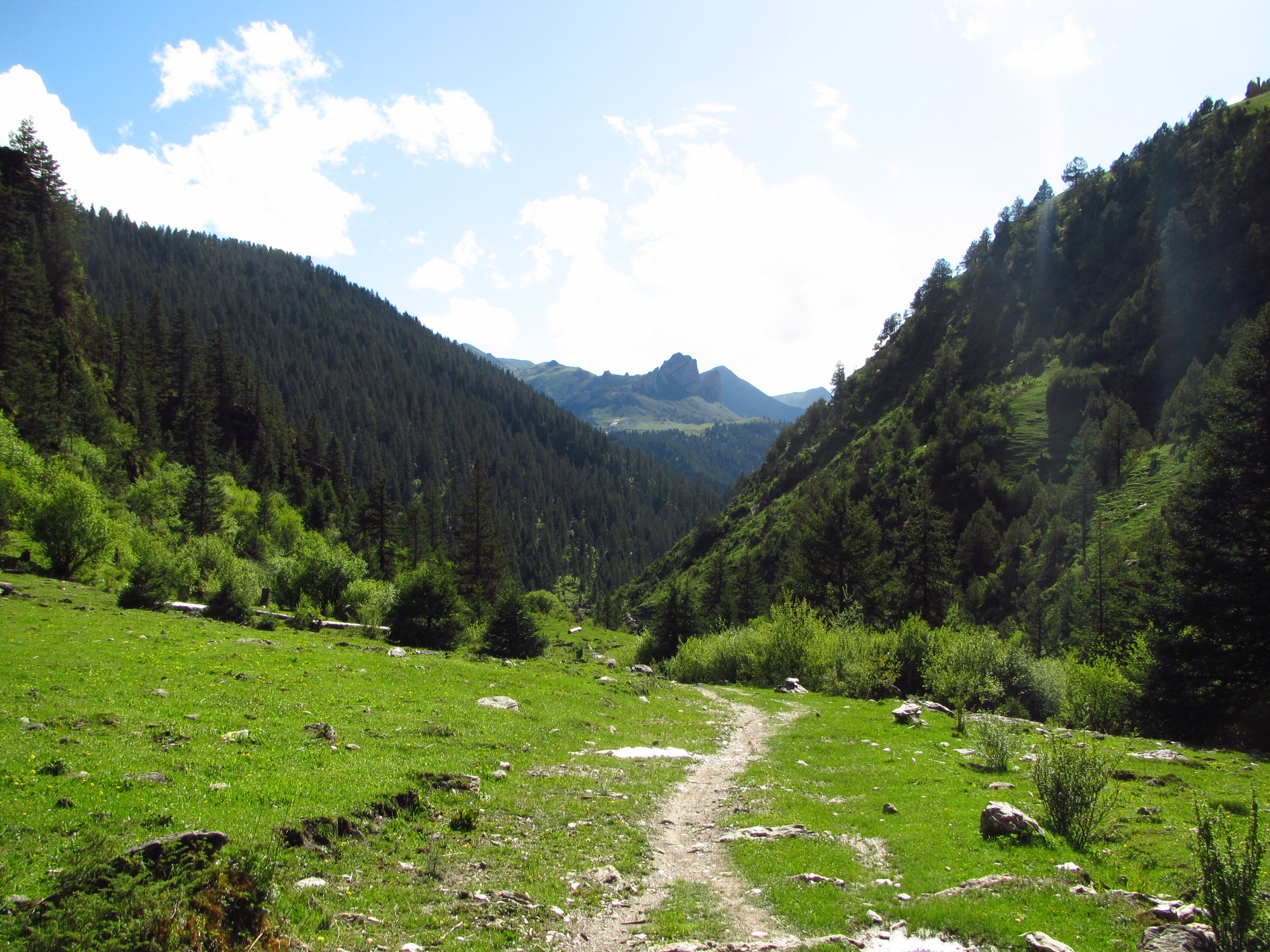
Hình ảnh Hengduan conifer forests

Đức Cách (chữ Hán giản thể: 德格县, Hán Việt: Đức Cách huyện) là một huyện thuộc Châu tự trị dân tộc Tạng Cam Tư, tỉnh Tứ Xuyên, Cộng hòa Nhân dân Trung Hoa. Huyện Đức Cách có diện tích 11.955,55 km2, dân số năm 2001 khoảng 64.700 người. Đức Cách nằm ở tây bắc bộ của Cam Tư. Huyện này ngôi chùa chính của Bạch giáo và Viện in kinh Đức Cách. 